# Liste der Monuments historiques in Itteville
Die Liste der Monuments historiques in Itteville führt die Monuments historiques in der französischen Gemeinde Itteville auf.

## Liste der Bauwerke
| Bezeichnung       | Beschreibung              | Standort | Kennzeichnung | Schutzstatus | Datum | Bild           |
| ----------------- | ------------------------- | -------- | ------------- | ------------ | ----- | -------------- |
| Kirche St-Germain | Erbaut im 13. Jahrhundert | (Lage)   | PA00087923    | Classé       | 1924  | weitere Bilder |

## Liste der Objekte
- Monuments historiques (Objekte) in Itteville der Base Palissy des französischen Kultusministeriums